# Showaddywaddy
Showaddywaddy je britská hudební skupina, založená v Leicesteru v roce 1973. Hlavní část jejího repertoáru původně tvořily hity z 50. let 20. století, ale hrají i vlastní písně. Vůdčí osobností skupiny je bubeník Romeo Challenger, dále v původní sestavě byli baskytaristé Rod Deas a Al James, zpěváci Dave Bartram a Buddy Gask, kytaristé Trevor Oakes a Russ Field a bubeník Malcolm Allured.
V pozdějších letech skupinou prošla řada dalších hudebníků. Z původních členů ve skupině působí Romeo Challenger a Rod Deas. Mezi největší hity skupiny patří například „Three Steps to Heaven“ od Eddieho Cochrana nebo „Heartbeat“ od Buddyho Hollyho. Skupina vystoupila také v Československu, na festivalu Bratislavská lyra.